# Josef Ortmeier
Josef „Sepp“ Ortmeier (* 1946) ist ein deutscher Journalist. Von 1976 bis 2004 war er als Reporter beim ZDF Sportstudio tätig. Seit 2006 ist er Präsident des Golfclub Landshuts.